# 盖斯特兰
盖斯特兰（德語：Geestland，發音：[ˈɡeːstlant]）是德国下萨克森州库克斯港县的城市，面积356.56平方千米，人口为人。该市镇于2015年1月1日由市镇朗根、巴特贝德凯萨、德朗施泰特、埃尔姆洛厄、弗勒格尔恩、克伦、屈尔施泰特、林蒂希和灵施泰特合并而成。